# Chiaki Ogasawara
Chiaki Ogasawara (jap. 小笠原 千秋, Ogasawara Chiaki; * 19. Oktober 1963 in Tomakomai, Hokkaido) ist eine japanische Jazzsängerin, stilistisch dem Mainstream Jazz verbunden.
Chiaki Ogasawara, die ab den 1980er-Jahren in der japanischen Jazzszene aktiv ist, nahm 1987 für Denon Records ihr Debütalbum Luxurious Pockets auf. Anfang 1995 entstand Ogasawaras zweites Album Invitation, auf dem sie von Eric Miyashiro (Trompete), Yohichi Murata (Posanne), Seiji Tada (Altsaxophon), Tatsuya Satō (Tenorsaxophon), Masatoshi Koi (Baritonsaxophon), Takashi Ohi (Vibraphon), Naoki Nishi (Piano), Kohichiro Ono (Schlagzeug) begleitet wurde. Darauf sang sie bekannte Standards wie Bob Doroughs „Comin’ Home Baby“, Gershwins  „Love Is Here to Stay“, „My Favorite Things“, „Nature Boy“, „’Round About Midnight“ und „Will You Still Be Mine?“. 1999 legte sie noch das Album Standards & My Songs (SONY/Columbia) vor.